# Вайнінг (Айова)
Вайнінг (англ. Vining) — місто (англ. city) в США, в окрузі Тама штату Айова. Населення — 54 особи (2020).

## Географія
Вайнінг розташований за координатами 41°59′28″ пн. ш. 92°23′15″ зх. д. / 41.99111° пн. ш. 92.38750° зх. д. (41.990983, -92.387520).  За даними Бюро перепису населення США в 2010 році місто мало площу 1,49 км², уся площа — суходіл.

## Демографія
Згідно з переписом 2010 року, у місті мешкало 50 осіб у 24 домогосподарствах у складі 16 родин. Густота населення становила 34 особи/км².  Було 30 помешкань (20/км²).
Расовий склад населення:
| - 90,0 % — білих - 10,0 % — корінних американців |

До двох чи більше рас належало 0,0 %. Частка іспаномовних становила 0,0 % від усіх жителів.
За віковим діапазоном населення розподілялося таким чином: 18,0 % — особи молодші 18 років, 66,0 % — особи у віці 18—64 років, 16,0 % — особи у віці 65 років та старші. Медіана віку мешканця становила 50,5 року. На 100 осіб жіночої статі у місті припадало 108,3 чоловіків;  на 100 жінок у віці від 18 років та старших — 95,2 чоловіків також старших 18 років.
Середній дохід на одне домашнє господарство  становив 62 303 долари США (медіана — 61 667), а середній дохід на одну сім'ю — 66 167 доларів (медіана — 68 750). За межею бідності перебувало 7,2 % осіб, у тому числі 6,7 % дітей у віці до 18 років та 0,0 % осіб у віці 65 років та старших.
Цивільне працевлаштоване населення становило 36 осіб. Основні галузі зайнятості: виробництво — 30,6 %, освіта, охорона здоров'я та соціальна допомога — 30,6 %, транспорт — 11,1 %, оптова торгівля — 8,3 %.